# Пригородное Тарское Лесничество
Пригородное Тарское Лесничество, посёлок Пригородного Тарского лесничества — посёлок в Тарском районе Омской области России. Входит в состав Тарского городского поселения. Население 40 чел. (2010) .

## История
В соответствии с Законом Омской области от 30 июля 2004 года № 548-ОЗ «О границах и статусе муниципальных образований Омской области» посёлок вошёл в состав образованного Тарского городского поселения.

## География
Расположен на северо-востоке региона, в подтаёжной полосе Западно-Сибирской равнины, примерно в 2 км от города Тара.
Абсолютная высота — 70 м над уровнем моря.

## Население
| 2002 | 2010 |
| ---- | ---- |
| 44   | ↘40  |

Гендерный состав
По данным Всероссийской переписи населения 2010 года в гендерной структуре населения из 40 человек мужчин — 17, женщин — 23 (42,5 и	57,5 % соответственно).
Национальный состав
Согласно результатам переписи 2002 года, в национальной структуре населения русские составляли 98 % от общей численности населения в 44 чел.

## Инфраструктура
Лесное хозяйство.

## Транспорт
Выезд на автодорогу «Тара — Колосовка» (идентификационный номер 52 ОП РЗ К-31).